# Soyuz MS-12
Soyuz MS-12 es un vuelo espacial Soyuz, lanzado el día 14 de marzo de 2019 desde la Plataforma Gagarin del Cosmódromo de Baikonur en Kazajistán. Transporta a los tres miembros de la tripulación de la Expedición 59 a la Estación Espacial Internacional (ISS). El MS-12 es el vuelo número 141 de una nave espacial Soyuz.

## Tripulantes
El comandante de la nave, Aleksey Ovchinin fue el único tripulante de origen ruso. El resto de la tripulación fueron dos ingenieros de vuelo y astronautas de la NASA, Nick Hague y Christina Hammock. Esta última permaneció después del regreso de la nave Soyuz durante la Expedición 61 en la Estación Internacional como parte de una misión de larga duración de la NASA, y a su regreso con la Soyuz MS-13, consiguió el record de permanencia en el espacio para una mujer de 329 días, superando el anterior record de la astronauta Peggy Whitson de 289 días. Su asiento en el regreso fue ocupado por otra astronauta del MBRSC , Hazza Al Mansouri que había volado en la Soyuz MS-15 en la Expedición visitante EP-19.
| Puesto               | Miembros de la tripulación de despegue                   | Miembros de la tripulación de aterrizaje            |
| -------------------- | -------------------------------------------------------- | --------------------------------------------------- |
| Comandante           | Aleksey Ovchinin, RKA Expedición 59/60 Tercer vuelo      | Aleksey Ovchinin, RKA Expedición 59/60 Tercer vuelo |
| Ingeniero de Vuelo 1 | Nick Hague, NASA Expedición 59/60 Segundo vuelo          | Nick Hague, NASA Expedición 59/60 Segundo vuelo     |
| Ingeniera de Vuelo 2 | Christina Hammock, NASA Expedición 59/60/61 Primer vuelo | Hazza Al Mansouri, MBRSC EP-19 primero vuelo        |

### Tripulantes de reserva
| Puesto               | Miembro                        | Miembro                        |
| -------------------- | ------------------------------ | ------------------------------ |
| Comandante           | Aleksandr Skvortsov, Roscosmos | Aleksandr Skvortsov, Roscosmos |
| Ingeniero de Vuelo 1 | Luca Parmitano, ESA            | Luca Parmitano, ESA            |
| Ingeniero de Vuelo 2 | Andrew R. Morgan, NASA         | Andrew R. Morgan, NASA         |